# Матица бугарска
Матица бугарска или Бугарска матица је друштвено-културна организација Бугара у Османском царству, која је постојала у периоду 1909 – 1912. године са седиштем у престоници Цариграду у контексту Младотурске револуције.
Идеја датира још из 1852. године, када су такав пројекат у Санкт Петербургу направили Натанаил Охридски и Пловдивски и Константин Петковић, којима се придружио Партеније Зографски. Идеја је да се у Цариграду створи бугарска национална културно-просветна матица. После Кримског рата, тој идеји се придружио Драган Цанков.
Из овог или оног разлога, све до коначне победе вукове реформе 1868. године, идеја се није остварила и 1869. године у Браили је основано Бугарско књижевно друштво које је прерасло у Бугарску академију наука.
Матица игра улогу културног аналога за Бугаре у Османском царству — духовне Бугарске егзархије. 